# Національний парк Бірунга
Національний парк Бірунга (руанд. Pariki y’Igihugu y’Ibirunga) також відомий як Національний парк вулканів (фр. Parc national des volcans) розташований на північному заході Руанди, межує з національним парком Вірунга в Демократичній Республіці Конго і національним парком Мгахінга в Уганді. Відомий в основному через гірських горил, що мешкають в ньому. У парку розташовані п'ять із восьми вулканів Вірунга: Карісімбі, Бісоке, Мухабура, Гахінга і Сабіньйо.

## Історія
Частина парку знаходилась під захистом держави з 1925 року — це була невелика територія між Карісімбі, Бісоке і Мікено. Метою заснування парку був захист горил від браконьєрства, і парк був першою в Африці охоронною природною територією. В 1929 році сталося розширення меж парку глибше в Руанду і Бельгійське Конго з метою утворення національного парку Альберт загальною площею 8 090 км² під керівництвом бельгійського уряду, яке управляло обома колоніями.

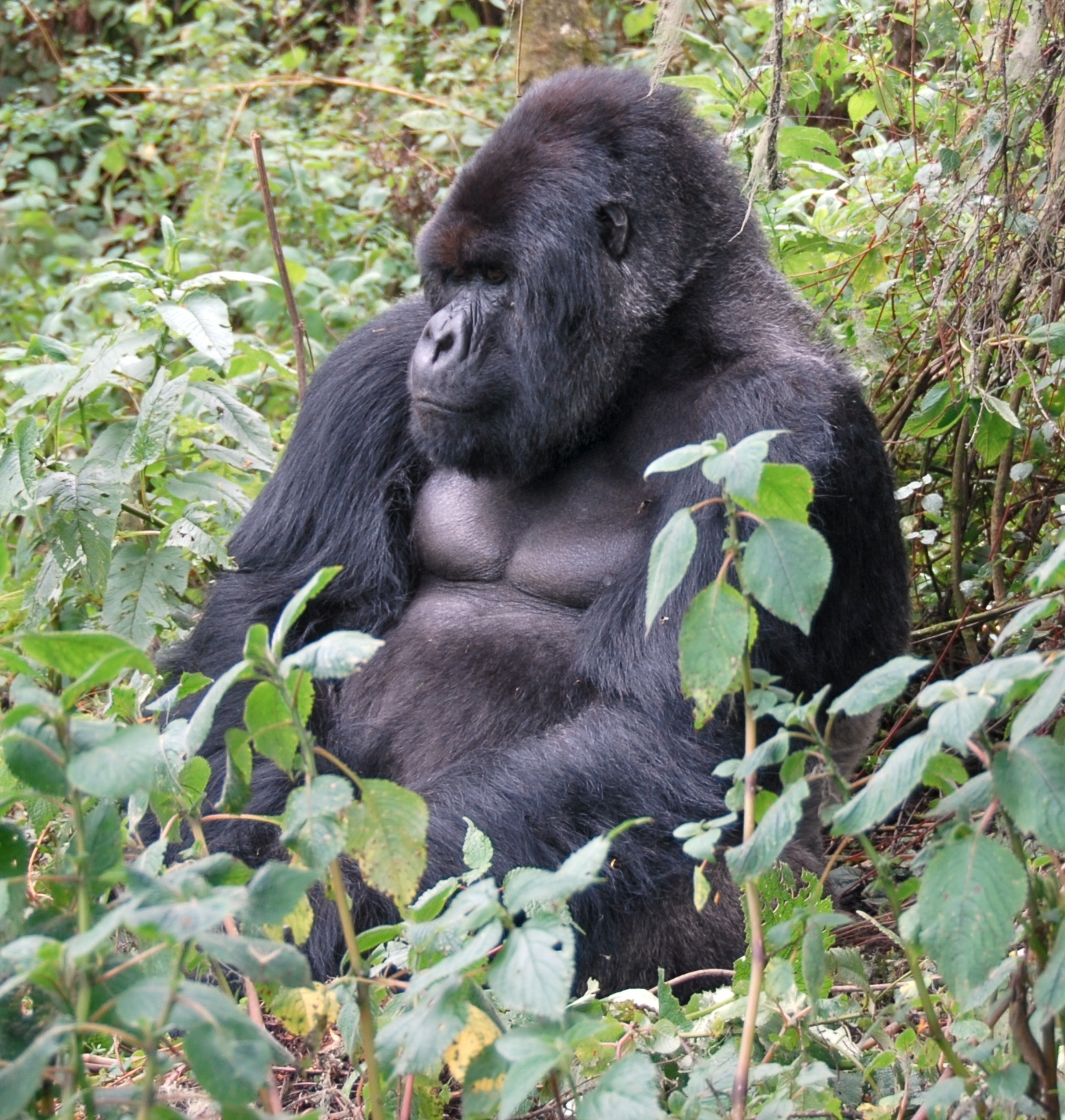
Самець гірської горили у національному парку Бірунга

Після здобуття незалежності Конго в 1960 році парк був поділений на дві частини. В 1962 році уряд Руанди незважаючи на проблеми з перенаселенням погодився використовувати парк як природоохоронну зону і об'єкт для туризму. В 1969 році парк був розділений навпіл.
Парк був також базою для дослідження для відомої американської натуралістки Даян Фоссі, яка вивчала в ньому горил. Вона прибула сюди у 1967 році і заснувала Карісокський дослідний центр між Карісімбі і Бісоке. Велику частину часу після цього вона проводила там, присвятивши своє життя захисту горил від вимирання шляхом привернення уваги світової спільноти. Вона була вбита в своєму будинку в 1985 році імовірно браконьєрами, проти яких вона боролася. Життя Фоссі було описане в її автобіографії «Горили в тумані», по якій був знятий однойменний фільм. Вона була похована в парку поблизу дослідного центру.
Під час громадянської війни в Руанді в 1990 — 1993 роках на території парку проходили бої, в 1992 році був атакований головний офіс парку. Дослідницький центр був покинутий, а туристична діяльність припинена і відновлена тільки в 1999 році. Після цього були поодинокі випадки проникнення на територію збройних загонів Демократичних сил звільнення Руанди, але вони завжди припинялися руандійськой армією.

## Флора
Рослинність парку залежить від висоти. На найнижчому рівні парку розташовані гірські ліси, частина яких була знищена внаслідок сільськогосподарської діяльності. На висотах 2400-2500 м — ліси Neoboutonia, 2500-3200 м — Arundinaria alpine. Від 2600 до 3600 м розташовані ліси Hagenia-Hypericum, які займають 30% території національного парку і є одним з найбільших лісів в Африці, що складається з Hagenia abyssinica. Від 3500 до 4200 м зустрічаються в основному Lobelia wollastonii, Lobelia lanurensis і Senecio erici-rosenii, які покривають 25% парку. Від 4300 до 4500 м ростуть нечисленні трави.

## Фавна
Парк відомий завдяки гірським горилам (Gorilla beringei beringei). Інші ссавці представлені золотими мавпами ( Cercopithecus kandti), дукерами (Cephalophus niger), буйволами (Syncerus caffer), плямистими гієнами (Crocuta crocuta) і лісовими антилопами (Tragelaphus scriptus). Зареєстровано 178 видів птахів, з яких 13 видів і 16 підвидів - ендеміки регіону.